# Tennistoernooi van Miami 2003
|                                          |  |                                     |
| Serena Williams, winnares bij de vrouwen |  | Andre Agassi, winnaar bij de mannen |

Het tennistoernooi van Miami van 2003 werd van 19 tot en met 30 maart 2003 gespeeld op de hardcourtbanen van het Crandon Park in Key Biscayne, nabij de Amerikaanse stad Miami. De officiële naam van het toernooi was Nasdaq-100 Open.
Het toernooi bestond uit twee delen:
- WTA-toernooi van Miami 2003, het toernooi voor de vrouwen
- ATP-toernooi van Miami 2003, het toernooi voor de mannen

ATP-toernooi van Miami‎ – WTA-toernooi van Miami‎

1985 · 1986 · 1987 · 1988 · 1989 · 1990 · 1991 · 1992 · 1993 · 1994 · 1995 · 1996 · 1997 · 1998 · 1999 · 2000 · 2001 · 2002 · 2003 · 2004 · 2005 · 2006 · 2007 · 2008 · 2009 · 2010 · 2011 · 2012 · 2013 · 2014 · 2015 · 2016 · 2017 · 2018 · 2019 · 2020 · 2021 · 2022 · 2023 · 2024 · 2025